# Flanders Field American Cemetery and Memorial

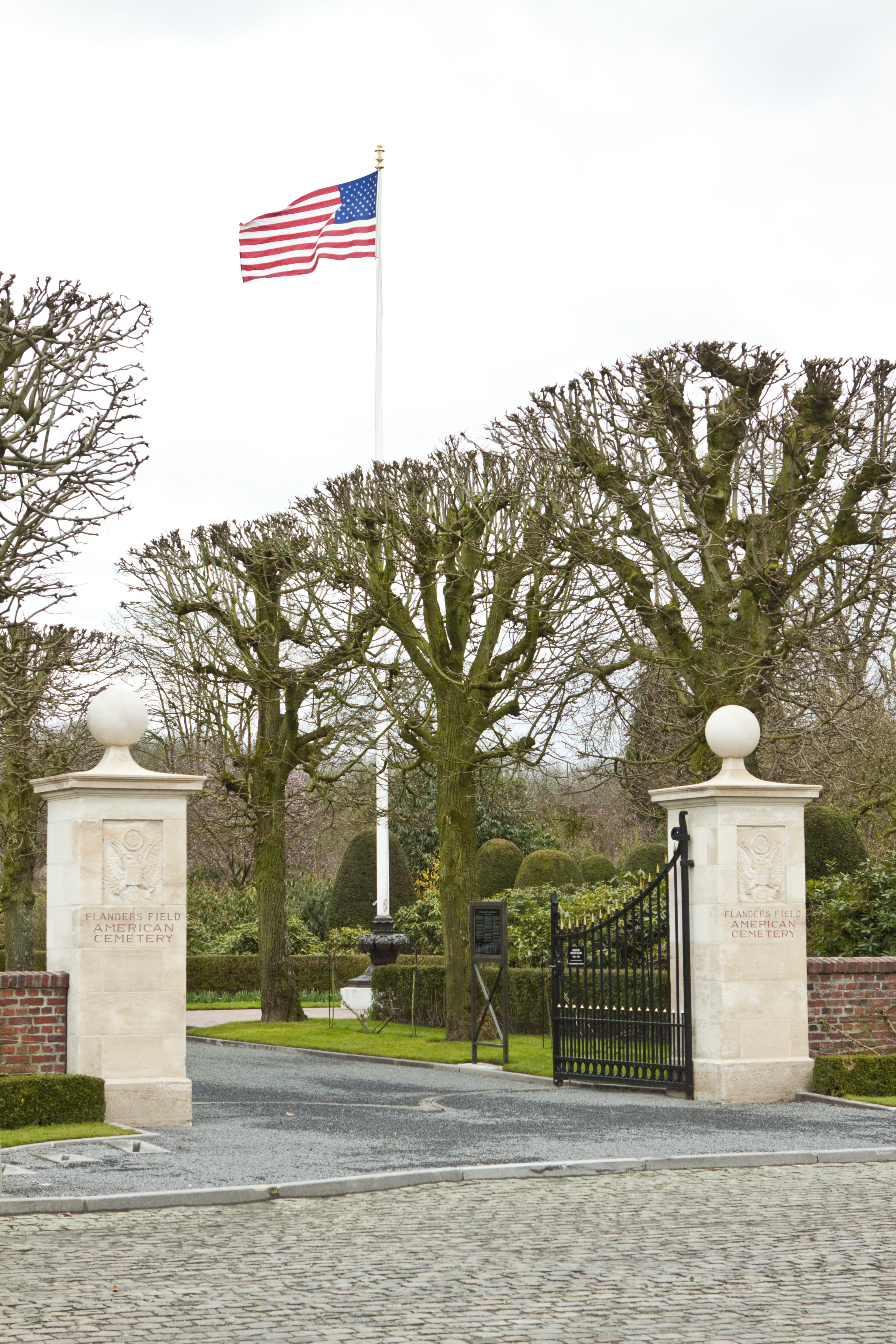
Toegang

Het Flanders Field American Cemetery and Memorial is een Amerikaanse militaire begraafplaats in de Belgische stad Waregem, gelegen op het kruispunt van de Wortegemseweg en de Bosstraat, vlak bij de afrit van de autosnelweg E17. Het is de enige Amerikaanse begraafplaats in België met gesneuvelden uit de Eerste Wereldoorlog. Ze ligt vlak bij de Spitaalsbossen, de plaats waar de meeste Amerikaanse soldaten gesneuveld zijn tijdens de slag aan de Schelde rond 1 november 1918. Soldaten die eerst elders werden begraven, zijn in de jaren na Wapenstilstand plechtig herbegraven op het Flanders Field American Cemetery. De architect van de begraafplaats is Paul P. Cret uit Philadelphia, in de Amerikaanse staat Pennsylvania. 

## Bouw
Het Flanders Field American Cemetery and Memorial is 2,4 hectare groot en bestaat uit een centrale ruit waarin de gedenkkapel centraal staat. Aan elke kant van het centrale vierkant liggen vier identieke delen met elk 92 graven. Van de in totaal 368 grafzerken zijn er 360 graven met Latijnse kruisen en 8 zerken met een davidster (in elk vak de 2 achterste).  21 van de 368 graven herbergen de lichamen die niet geïdentificeerd konden worden. In de kapel bevinden zich de namen van de 43 Amerikaanse soldaten die geen gekend graf hebben. Op de vier verlengden van de diagonalen bevinden zich cirkelvormige inhammen waar telkens een urne staat. Op de versierde urnen zijn de kentekens van de vier Amerikaanse divisies die in België gestreden hebben gebeiteld: 27th div A.E.F., 30th div A.E.F., 37th div A.E.F. en 91th div A.E.F.

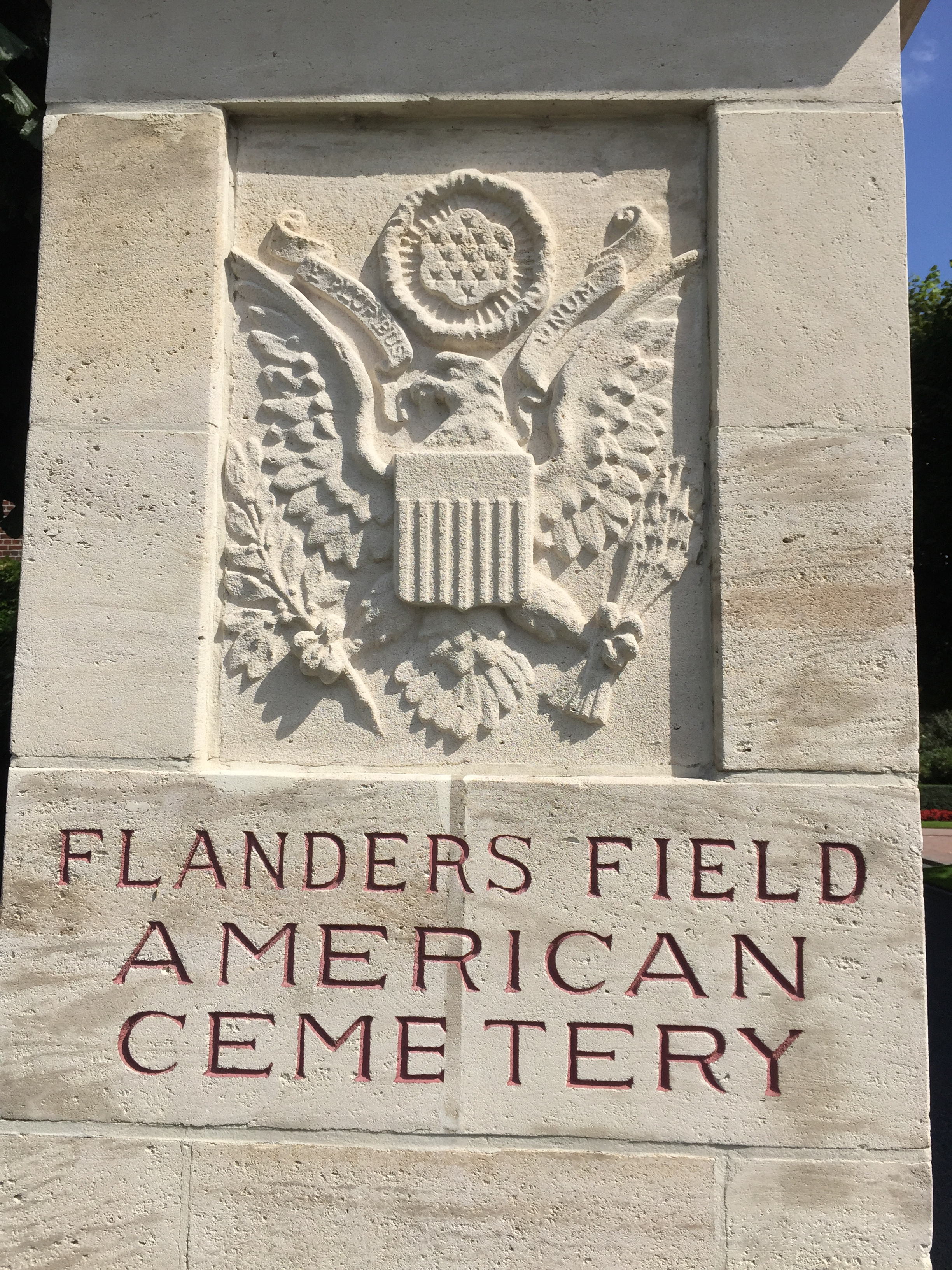
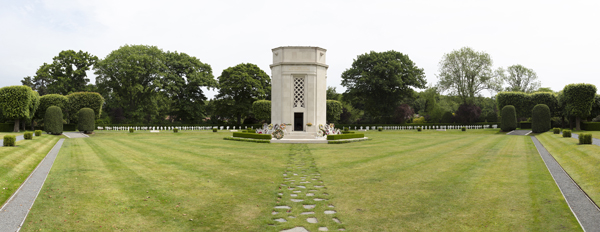
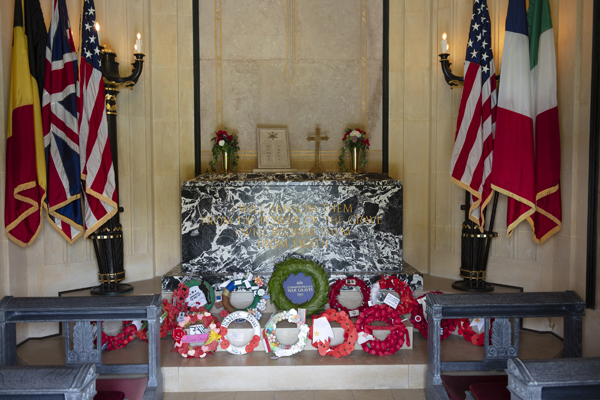
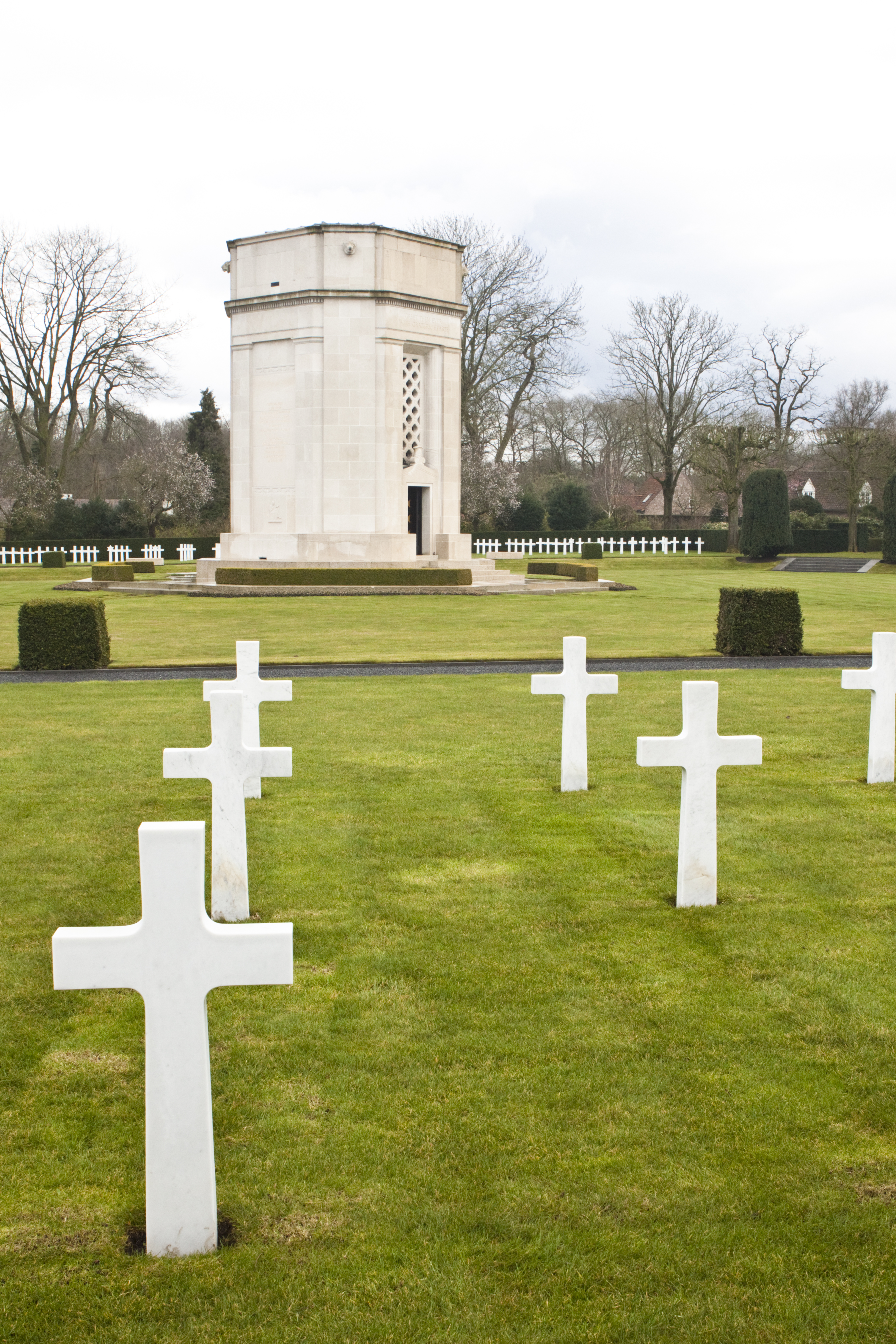

## Geschiedenis

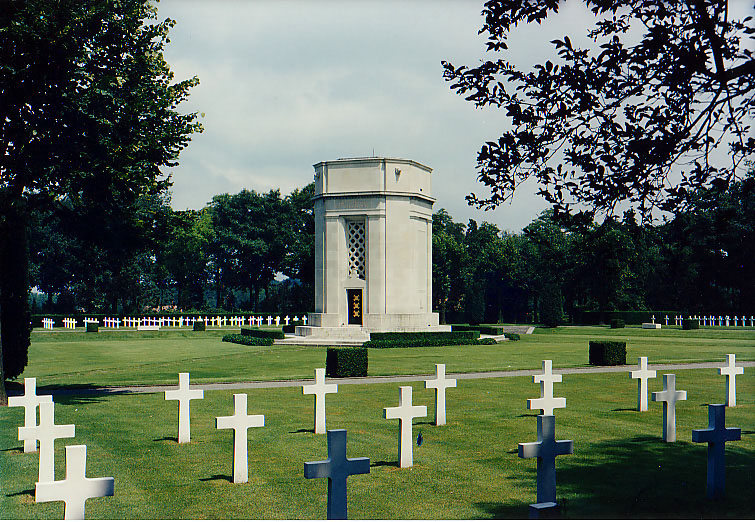
Overzicht met kapel

De 37ste divisie A.E.F. rukte vanuit Olsene over Kruishoutem op naar Heurne en Eine. Zij staken daar de Schelde over. Als aandenken daaraan werd later de Ohiobrug te Eine bij Oudenaarde gebouwd en betaald door de Amerikaanse staat Ohio. De 91ste divisie A.E.F. rukte vanuit Waregem door de Spitaalsbossen op naar Wortegem en zo naar Moregem. Op 1 november 1918 bereikte zij Oudenaarde. In de Spitaalsbossen, waar de Duitsers verscheidene mitrailleurposten hadden opgesteld, werd hard gevochten. De 91ste divisie verloor 49 officieren en 920 manschappen bij deze krijgsverrichtingen.
Het terrein van de begraafplaats, dat tot het slagveld behoorde, werd gratis en belastingvrij ter beschikking gesteld door de Belgische overheid. Charles Lindbergh overvloog op 30 mei 1927 het Flanders Field American Cemetery and Memorial. De begraafplaats werd pas officieel ingehuldigd op 8 augustus 1937.

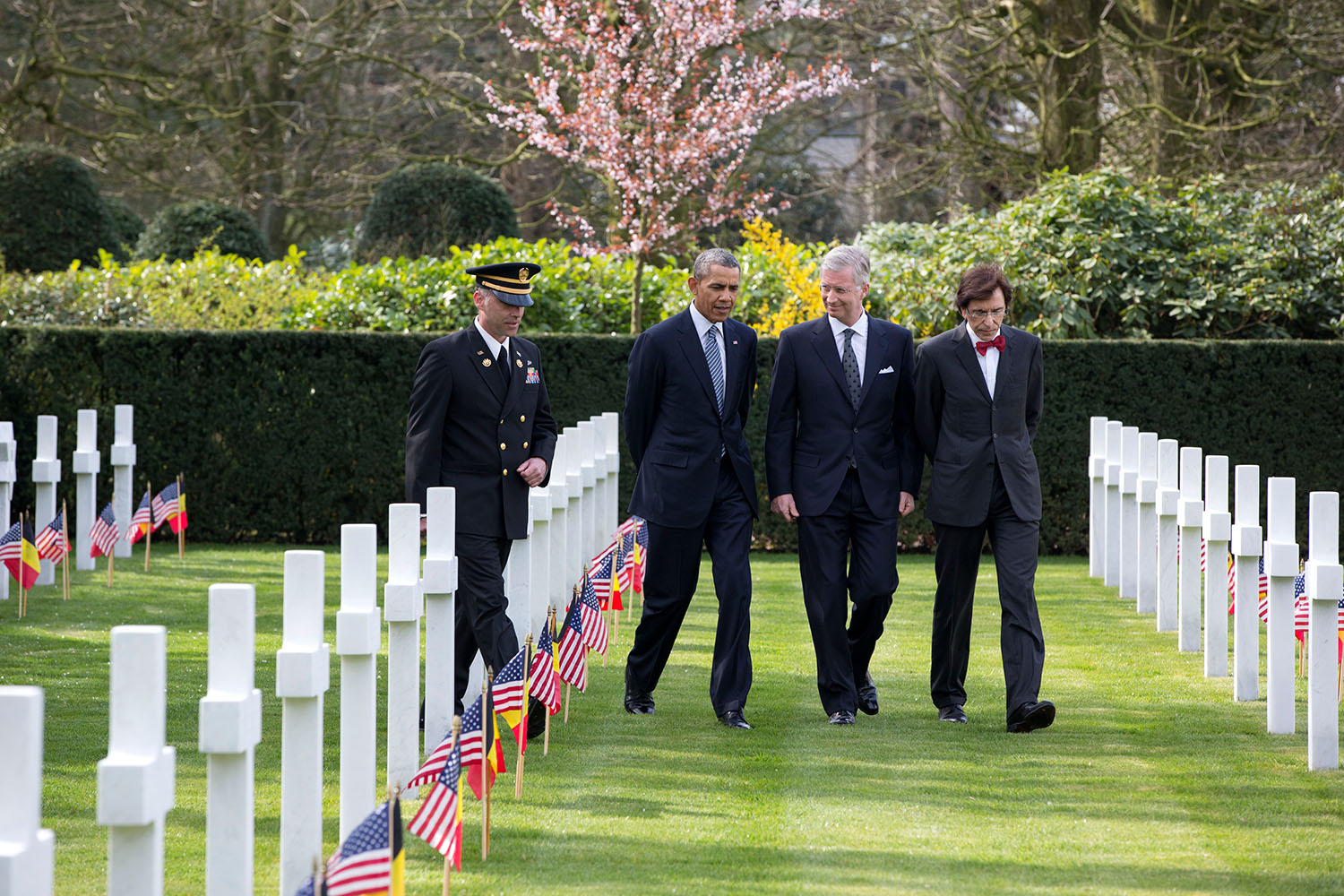
Obama, koning Filip en Di Rupo (2014)

In de jaren 30 kwamen er heel wat moeders de graven van hun gesneuvelde zonen bezoeken, via de Gold Star Mothers' Pilgrimage. Nu komen er nog steeds verwanten het graf van hun familie bezichtigen. De begraafplaats werd in 2009 als monument beschermd
De Amerikaanse president Barack Obama, die op 26 maart 2014 voor het eerst een bezoek bracht aan België, bezocht samen met de toenmalige premier Elio Di Rupo en koning Filip van België de begraafplaats.

## Herdenking
Ieder jaar, op de zondag dichtst bij 30 mei, wordt op de begraafplaats de herdenkingsdag Memorial Day gehouden voor de Amerikaanse gesneuvelden.
Op deze herdenkingsdag worden toespraken van onder andere religieuzen, plaatselijke politici, Amerikaanse officieren, vertegenwoordigers van de Amerikaanse ambassade en van veteranenorganisaties gehouden. Meestal vliegen er tijdens deze plechtigheid enkele Amerikaanse gevechtsvliegtuigen boven het kerkhof als eerbetoon voor hun gevallen landgenoten. De plechtigheid wordt ook opgeluisterd door het zingen van het Amerikaanse volkslied, The Star-Spangled Banner, door Waregemse schoolkinderen.